# Alfredo Oliani
Alfredo Oliani (Espírito Santo do Pinhal, 28 ottobre 1911 – Ortigueira, 9 gennaio 1984) è stato uno scultore brasiliano di origini italiane.

## Biografia
Le date di nascita e di morte non sono univoche. Alcune fonti riportano la nascita al 1911 e quella della morte al 1984, mentre altre fonti collocano la data di nascita al 1906 e la morte al 1988.
Figlio di emigrati italiani, il padre (1886-?) aveva il nome di Vito Uliana e la madre Maria Antonia Giuseppa Capra (1891-?), cognome paterno probabilmente modificato dalle vicende familiari poiché dei suoi tre fratelli e due sorelle, uno si chiamò Uliani, mentre tutti gli altri si chiamarono Oliani.
Oliani frequentò la Scuola di Belle Arti di San Paolo e l'Accademia di belle arti di Firenze. A San Paolo ha studiato con Nicola Rollo e Amadeo Zani mentre in Italia studiò con Giuseppe Graziosi, fotografo, pittore e scultore influenzato da Rodin. Prese parte parte a diverse mostre vincendo dei premi in patria.
Lo scultore si sposò con Francisca Crespo Banega (1913-?) a Itajobi nel 1935 da cui ebbe tre femmine e due maschi. A quanto è dato sapere un maschio ed una femmina nacquero morti o morirono subito dopo il parto.
Docente alla Scuola di Belle Arti e professore di arti visive e disegno alla Facoltà di Architettura e Urbanistica dell'Universidade de São Paulo, è stato tra i maestri del nudo brasiliano e creatore di sculture per il cimitero di San Paolo. Secondo la storica e docente Viviane Comunale, che nel 2015 ha dato alle stampe il volume dal titolo A redescoberta da arte de Alfredo Oliani: Sacra e Tumular (La riscoperta dell'arte di Alfredo Oliani: sacra e funeraria), l'artista Oliani, anche se la valutazione della sua opera è estremamente positiva, sembrò destinato a rimanere nell'ombra nonostante le sue opere figurino nei camposanti, nelle chiese, nei musei, negli spazi pubblici, al pari di altri artisti come ad esempio Galileo Emendabili e Victor Brecheret.

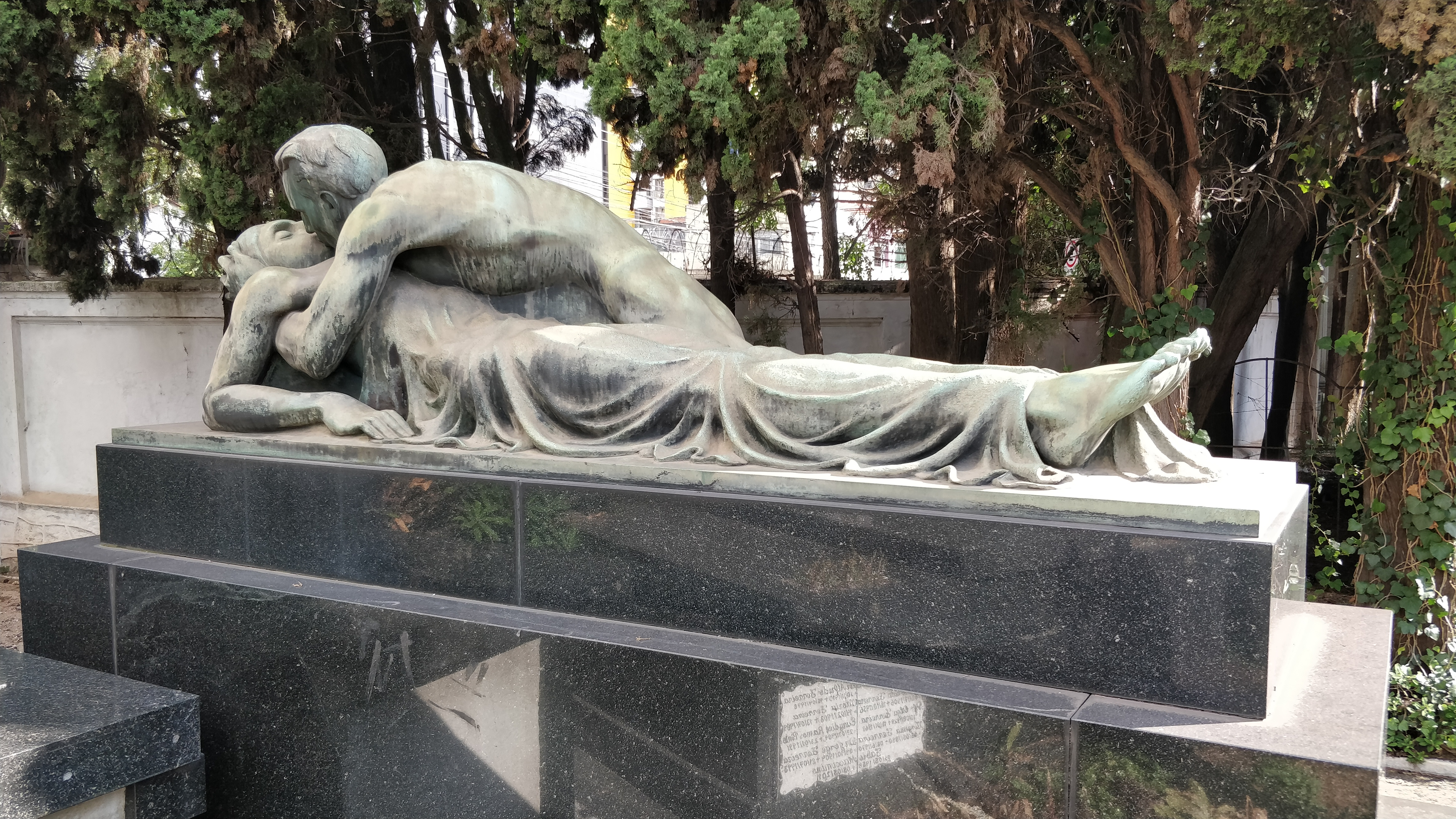
O Último Adeus, 1945, Cimitero di San Paolo, Brasile

L'opera scultorea più famosa di Oliani, anche se molto discussa per la presunta "licenziosità", è O Último Adeus (L'ultimo addio) presso il Cimitero di San Paolo. Realizzò l'opera per la tomba di Antonino Cantarella, morto la vigilia di Natale del 1942, all'età di 65 anni. Cantarella arrivò dall'Italia già sposato con Maria. La famiglia era ricca e si stabilì a San Paolo, lui fu un commerciante e proprietario terriero. Non è noto se qualcuno abbia acquisito i loro beni in eredità, però hanno lasciato la leggenda del loro amore che sembra aver varcato la soglia della morte stessa. La scultura di Oliani, infatti, appare come una delle raffinate rappresentazioni del dolore e della separazione, in quanto li nega nell'intensità della passione della carne tra un uomo e una donna. Oliani ne ha ribaltato il senso: un uomo atletico e nudo si china appassionatamente sul corpo di una giovane e bella donna con l'intento di baciarla anche se è lei ad essere morta, quando la tomba cui è dedicata la statua è quella dell'uomo, del marito. Infatti, lei, la moglie, la vedova, non esita a confessare la sua devozione con quest'opera, come se volesse morire con lui, oltre lui.